# Leonardo (cantor nativista)
Jader Moreci Teixeira, mais conhecido como Leonardo (Bagé, 30 de novembro de 1938 — Viamão, 7 de março de 2010), foi um músico, cantor e compositor brasileiro de música regional gaúcha. Ficou muito famoso com o grande sucesso da música "Céu, Sol, Sul, Terra e Cor", composição sua considerada hoje a música símbolo do Rio Grande do Sul.

## Biografia
Jader Moreci Teixeira nasceu na cidade de Bagé em 30 de novembro de 1938, o apelido "Leonardo" veio de seus colegas que o chamavam assim por motivos desconhecidos, hoje é seu nome artístico. Em 1957, aos 19 anos de idade, muda-se para Porto Alegre. Antes da carreira musical, Leonardo trabalhou como palhaço de circo, com o nome de "Zé Sabugo". Adotou o nome artístico quando compôs dupla com Leonir Marques (que até então, apresentava-se com seu nome verdadeiro, Deroí Marques). Na década de 1960, foi um dos integrantes do grupo Os Três Xirus, com o qual gravou 12 discos e participou das primeiras edições da Califórnia da Canção Nativa, de Uruguaiana.
Em 1974, Leonardo deixou do grupo para trabalhar como produtor de discos, lançando artistas como Gaúcho da Fronteira. Em 1978, compõe a canção Céu, Sol, Sul, Terra e Cor, com a qual foi premiado no festival Ciranda Musical Teuto-riograndense, de Taquara, no mesmo ano. Em 1982, conquistou o troféu Calhandra de Ouro da Califórnia da Canção Nativa, com a canção Tertúlia.
Desde abril de 2003, Leonardo apresentava aos domingos um programa de música nativista na Rádio Guaíba, chamado "Província de São Pedro". Entre seus maiores sucessos estão Céu, Sol, Sul, Terra e Cor (eleita música-símbolo do Rio Grande do Sul por voto popular), Viva a Bombacha, Tertúlia e Batismo de Sal.

### Morte
Leonardo faleceu em 7 de março de 2010, em Viamão, após internação com complicações renais.

## Discografia

### Álbuns de estúdio
- 1975 - Leonardo e Os Vacarianos (Gravadora Som Livre)
- 1981 - O Fumo (Music Master)
- 1984 - Viva a Bombacha (Gravações Elétricas S.A.)
- 1985 - Morocha Não (Gravações Elétricas S.A.)
- 1986 - Carta à Uruguaiana (Gravações Elétricas S.A.)
- 1987 - 25 Anos (ACIT)
- 1990 - Passo Fundo Tchê (ACIT)
- 1991 - Os Desgarrados do Pago (ACIT)
- 1993 - Analista perto de Bagé (ACIT)
- 1994 - Vivências Vol.1 (ACIT)
- 1995 - Vivências Vol.2 (ACIT)
- 1996 - O Homem do Pala Branco (USA Discos)
- 1997 - Exageros de Gaúcho (USA Discos)
- 2000 - Dança do Marimbondo (USA Discos)
- 2004 - Pátria Azul (Agevê Music)
- 2005 - Bagual de Chácara (Chororó)

### Coletâneas
- 1988 - As Mais Premiadas de Leonardo (ACIT)
- 1996 - 21 Grandes Sucessos de Leonardo (ACIT)
- 2001 - Só Sucessos (USA Discos)
- 2003 - Os Grandes Sucessos (ACIT)
- 2008 - Só Sucessos - Acústico (USA Discos)
- 2010 - 35 Mega Sucessos (Mega Tchê)

## Prêmios e indicações

### Prêmio Açorianos
| Ano  | Categoria                     | Indicação | Resultado |
| ---- | ----------------------------- | --------- | --------- |
| 2000 | Compositor de Música Regional | Leonardo  | Indicado  |